# Кле, Франсуа-Режи

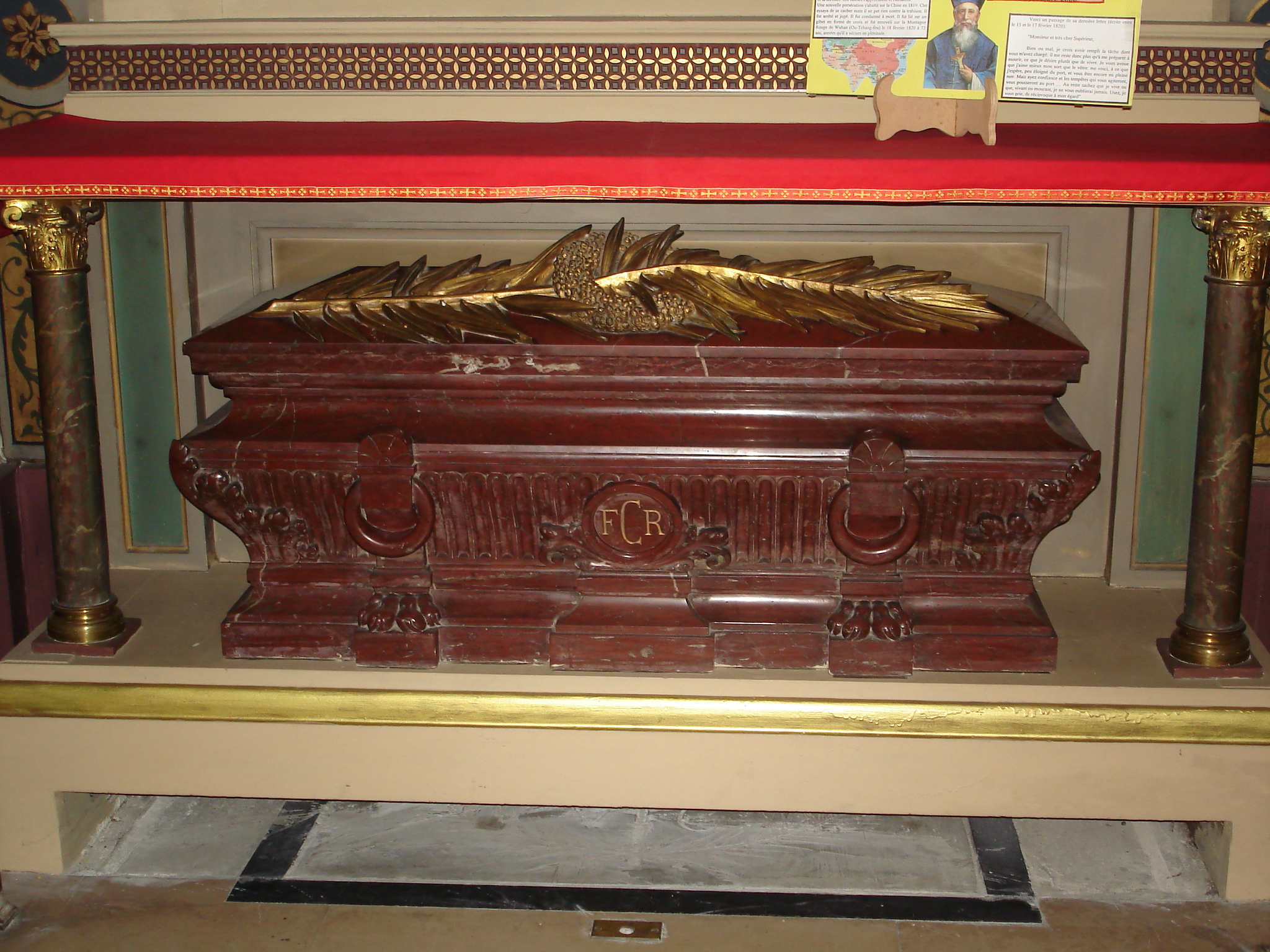
Мощи святого Франсуа-Режи Кле, часовня святого Викентия де Поля, Париж

Франсуа́-Режи́ Кле (фр. François-Régis Clet; кит. 劉格來, пиньинь Liú Gélái, палл. Лю Гэлай; 19 августа 1748, Гренобль, Франция — 17 февраля 1820, Ухань, Китай) — святой Римско-Католической Церкви, священник, член монашеского ордена лазаристов, миссионер, мученик.

## Биография
Франсуа-Режи Клее родился 19 августа 1748 года в многодетной семье. 6 марта 1769 года он поступил в семинарию монашеского ордена лазаристов. 17 марта 1773 года Франсуа-Режи Кле был рукоположён в священника и был назначен на преподавательскую работу в семинарии в городе Анси. В этой семинарии он проработал пятнадцать лет. В возрасте 40 лет он стал ректором семинарии святого Лазаря, которую основал святой Викентий де Поль. После получения разрешения на миссионерскую деятельность Франсуа-Режи Клее от правился в 1791 году на Дальний Восток. В 1792 году он прибыл в провинцию Цзянси и через год переехал в провинцию Хэбэй.
В 1818 году Франсуа-Режи Кле был арестован за незаконную религиозную деятельность. В тюрьме неоднократно подвергался пыткам. 18 февраля 1820 года он был казнён через удушение.

## Прославление
Франсуа-Режи Кле был беатифицирован 27 мая 1900 года Римским Папой Львом XIII и канонизирован 1 октября 2000 года Римским Папой Иоанном Павлом II вместе с группой 120 китайских мучеников.
День памяти в Католической Церкви — 9 июля.

## Источник
- Demimuid, Maurice. Vie du Bienheureux François-Régis Clet : prêtre de la Congrégation de la Mission, martyrisé en Chine le 18 février 1820. Paris: Rondelet, 1900.
- George G. Christian OP, Augustine Zhao Rong and Companions, Martyrs of China, 2005, стр. 85 (недоступная ссылка)  (англ.)